# Elettrotreno

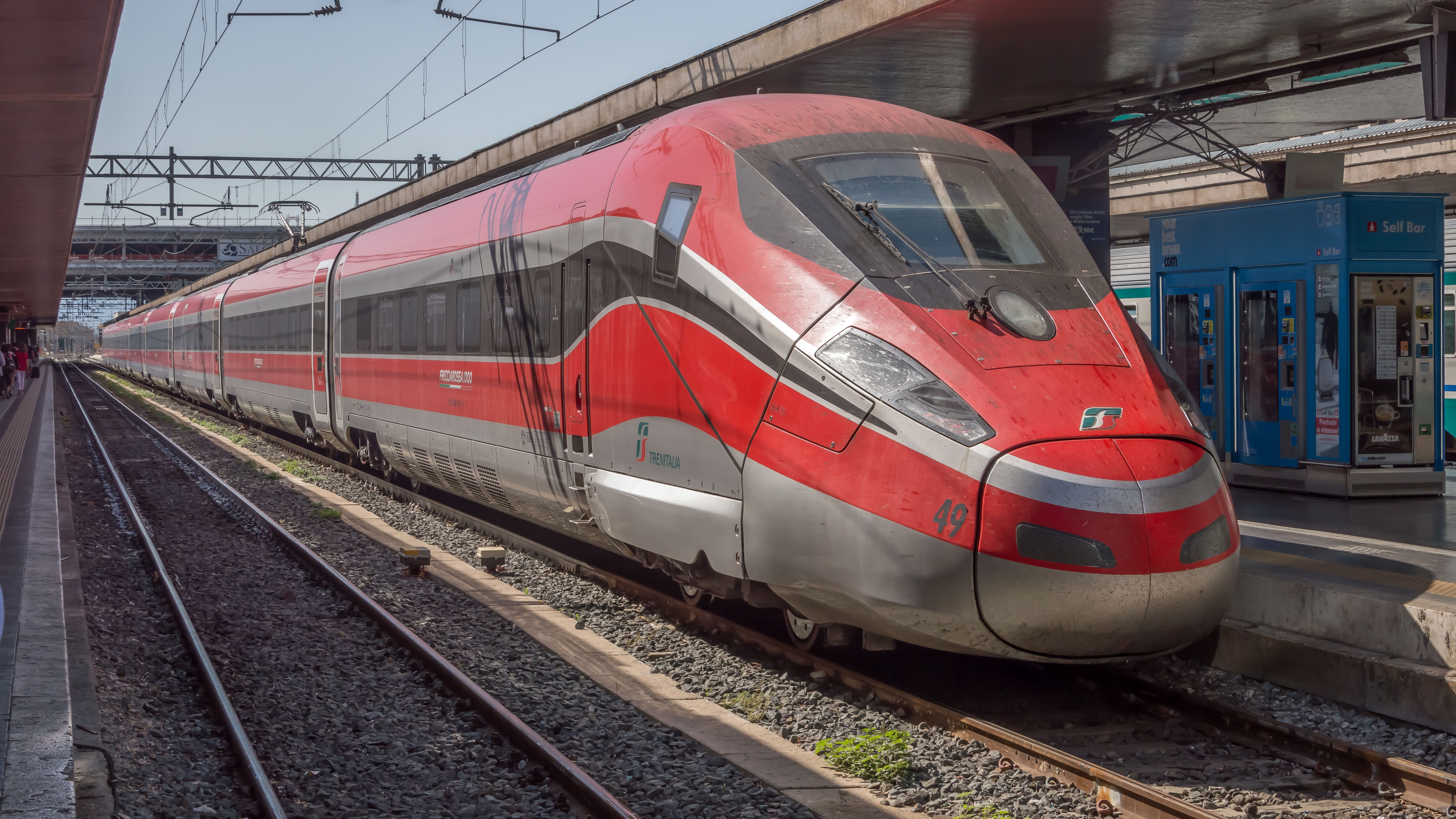
Un elettrotreno ETR.1000 di Trenitalia.

L'elettrotreno è un treno a propulsione elettrica con trazione distribuita, a marcia reversibile, a composizione bloccata (non scindibile fuori da un'officina) eventualmente articolata; solitamente un elettrotreno è in grado di comporre convogli di più unità dello stesso tipo collegate tra loro per le funzioni di marcia, apertura porte, etc. e pilotate dalla cabina dell'unità di testa. La trazione distribuita, elemento discriminante di questo tipo di treno rispetto ad un normale treno a trazione anteriore o posteriore tramite locomotiva elettrica, viene solitamente realizzata tramite un numero variabile di assi motorizzati ripartiti lungo il convoglio.
Talvolta vengono classificati "elettrotreni" anche convogli che utilizzano due locomotive elettriche poste una in testa e l'altra in coda, simultaneamente attive nel trainare e spingere un numero solitamente fisso di carrozze non motrici tra esse interposte; tale soluzione, che è poco efficace nella riduzione del carico assiale massimo, non consiste propriamente in un elettrotreno ma è più corretto definirla un convoglio in doppia trazione simmetrica (DTS). Un esempio è l'ETR.500.

## Generalità

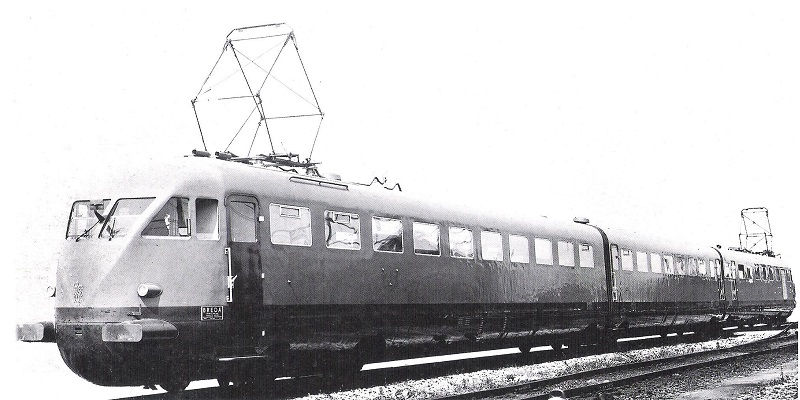
Elettrotreno ETR 200, il primo treno al mondo di questa concezione.

Si tratta di una soluzione tecnica sviluppata essenzialmente in Italia, inizialmente per i treni di maggiore prestigio ed in seguito anche per i servizi a carattere locale, a partire dalla prima metà del XX secolo. La rete italiana del tempo versava ancora in condizioni di bassa efficienza a causa dei binari che venivano impiegati, rotaie con bassa massa lineare (il massimo era 36 kg/m) e in barre molto corte, unite spesso con giunti affacciati invece che intercalati; inoltre i ponti e i viadotti non ammettevano elevati carichi assiali.
L'elettrotreno nacque allo scopo di risolvere il problema della bassa velocità media dei treni composti di locomotiva e carrozze, detti in seguito treni di "materiale ordinario", senza dover investire ingenti somme di denaro per ricostruire le linee ferroviarie italiane che ammettevano un basso carico assiale. Venne sviluppata l'idea di ripartire la trazione su ciascuna delle carrozze, anziché concentrarla tutta sulla locomotiva, installando i motori di trazione in ogni singolo carrello e comandandoli a distanza dai posti di manovra situati a entrambe le estremità del convoglio, che pertanto assumeva una configurazione di tipo bloccato. Ciò permetteva di contenere la massa assiale entro i limiti permessi dai binari e pertanto il raggiungimento di velocità di rango superiore. Il primo esempio di questa realizzazione fu l'ETR 200 e in seguito sulla stessa filosofia vennero realizzate anche molte serie di elettromotrici.
Esempi di elettrotreni sono la serie degli ETR (sigla che significa ElettroTreno Rapido) che hanno iniziato la propria carriera sui servizi più veloci e prestigiosi delle ferrovie italiane per poi, con il passare degli anni, essere sostituiti da rotabili più moderni e declassati a servizi di minore importanza: dagli ETR.200, ETR.250 Arlecchino e ETR.300 Settebello ai vari convogli ad assetto variabile ETR.450, ETR.460, ETR.470, ETR.480, ETR.485, ETR.600 ed ETR.610 Pendolino. Sono inclusi nella categoria degli elettrotreni anche numerosi convogli concepiti per i servizi locali: i TAF, primi elettrotreni italiani ad uso regionale, nonché i Minuetto elettrici, classificati anche come ALe (Automotrice Leggera elettrica), i TSR, i Jazz, i Pop e i Rock. Anche il Frecciarossa 1000 è un elettrotreno a trazione distribuita, mentre l'ETR.500 è in realtà un treno a doppia trazione simmetrica.
All'estero tipici elettrotreni sono gli ICE 3 DB, gli AVE della serie Velaro (di fatto degli ICE 3) e Alaris 490, e tutti i vari Pendolino delle ferrovie finniche, portoghesi, inglesi, ceche e slovene. Anche tutti i convogli che percorrono le linee giapponesi Shinkansen ad alta velocità sono elettrotreni, a conferma della validità della soluzione costruttiva della trazione distribuita lungo il convoglio rispetto a quella a doppia trazione simmetrica tipica dei TGV francesi e degli ETR.500 italiani.

## Tecnica

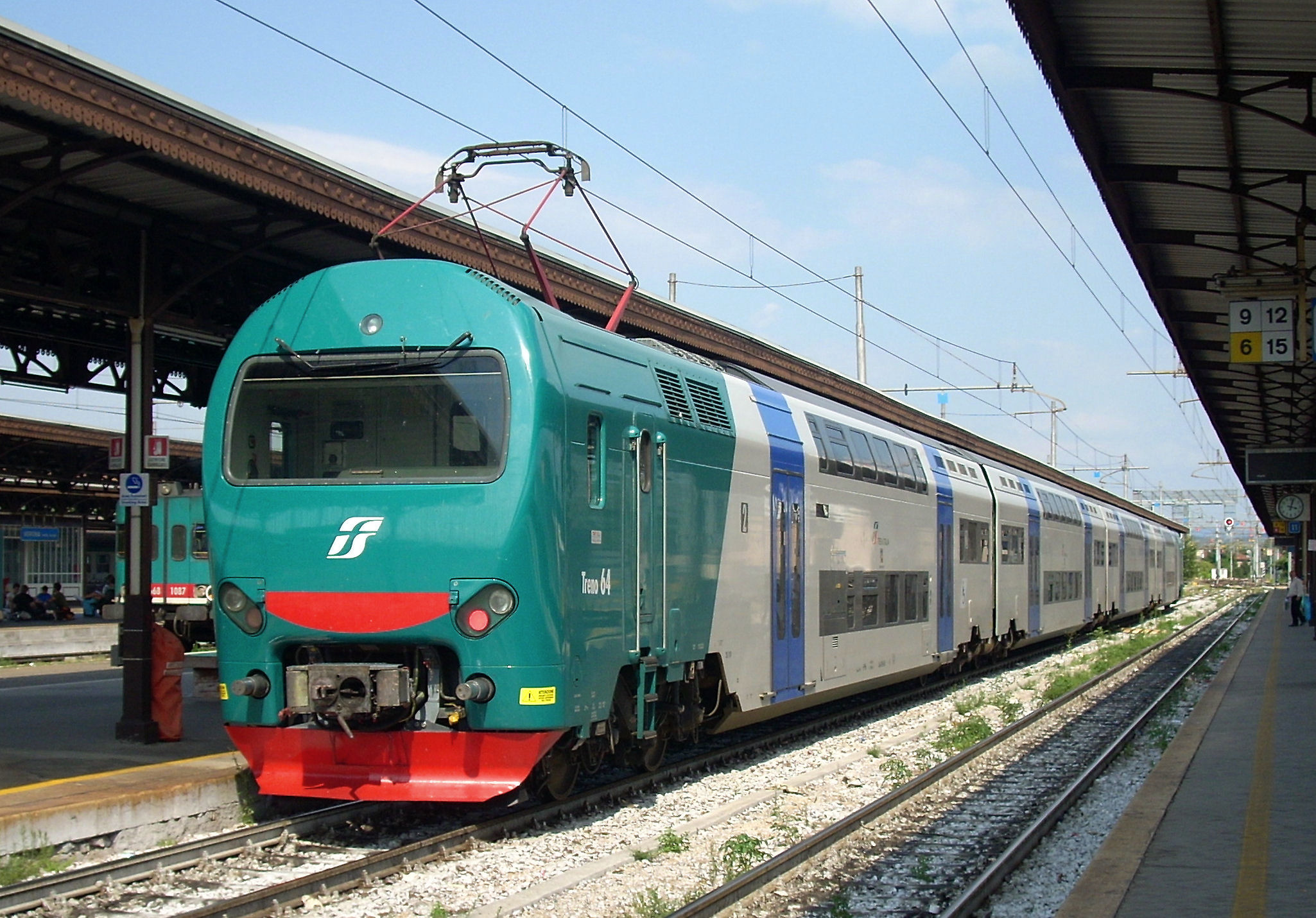
Un Treno ad Alta Frequentazione (TAF), utilizzato per servizi regionali.

Un elettrotreno è una successione di automotrici e rimorchiate, o solo automotrici, a seconda del progetto e dell'impiego, unite tra di loro in maniera permanente.
Si possono distinguere due ampie categorie di elettrotreni: quelli destinati alle alte velocità e quelli per servizi vicinali, regionali o suburbani. Per i primi le caratteristiche da tenere in considerazione sono l'elevata potenza per elemento (carrozza) e le prestazioni alle elevate velocità d'esercizio, solitamente oltre i 250 km/h. Invece per gli elettrotreni per servizi vicinali sono importanti l'accelerazione e la frenata, la capacità di carico e infine la velocità di salita e discesa dal mezzo per evitare perdite di tempo in stazione. Per questi motivi non è facile scambiare i ruoli degli elettrotreni, anche se talvolta un mezzo progettato per servizi vicinali può svolgere servizi a più ampio raggio. Tipica evoluzione in tal senso ha subito il TAF, treno concepito per servizi vicinali, che però è stato acquistato dalle ferrovie marocchine (ONCFM) per svolgere servizi espressi sotto la denominazione di Z2M.
Due sono i tipi costruttivi: con carrozze che condividono il carrello con quelle adiacenti (con carrello Jakobs o con sistema Talgo, in ogni caso realizzando così un convoglio parzialmente o totalmente articolato), oppure con carrozze indipendenti. Il primo tipo è stato quello adottato in Italia per i primi elettrotreni, e oggi lo si usa soprattutto per i convogli per servizi regionali: Minuetto, Coradia-LINT, Talent, Desiro, FLIRT.
La soluzione di condividere il carrello fra due carrozze è stata adottata anche dai francesi per la parte rimorchiata dei TGV. Questa soluzione comporta una minor serpeggio del carrello alle alte velocità, nonché una minor inclinazione del convoglio allo sviamento dai binari. Di contro, specie nel caso il carrello fosse motorizzato, si aumenta il carico assiale e si complica la soluzione costruttiva. Alcuni carrelli sono "separabili" in modo da rendere più facile accoppiare e disaccoppiare gli elementi, senza ricorrere a gru e argani, lasciando le carrozze ad appoggiarsi su un solo asse.

## Vantaggi

### Aderenza migliorata
La ripartizione della trazione permette una migliore aderenza alle rotaie, utile tanto nella partenza e a raggiungere rapidamente la velocità di servizio, quanto a superare tratti di linea con pendenze elevate.

### Basso carico assiale
Il non avere concentrato sui soli assi di una locomotiva tutto il peso delle apparecchiature dedicate alla trazione (ed anche, nel caso di locomotive diesel-elettriche, il peso di quelle per la fornitura di energia elettrica per i servizi delle carrozze passeggeri rimorchiate - a meno di non usare un carro generatore dedicato), porta ad una consistente riduzione del carico assiale massimo del convoglio; specie a metà del XX secolo, quando l'armamento delle linee ferroviarie era assai leggero, in alcuni paesi come l'Italia gli elettrotreni hanno così permesso di raggiungere elevate prestazioni velocistiche su linee vecchie, talvolta con ponti risalenti all'Ottocento, senza dover fare importanti lavori di adeguamento o sostituzione (ne per l'armamento, ne per le opere d'arte).

### Bassa aggressività sui binari
Per i servizi ad alta velocità la formula delle composizioni bloccate a trazione distribuita offre il vantaggio di una bassa aggressività sui binari, dovuta al minore carico assiale, e soprattutto, al fatto che i motori sono più piccoli, ed è quindi più facile "appenderli" alla cassa, che non poggiarli sul carrello. Tipici sono tutti i vari Pendolino  e gli Shinkansen giapponesi. Le ferrovie tedesche si erano in un primo tempo orientate verso composizioni bloccate a trazione concentrata per i loro ICE 1 e 2, salvo poi orientarsi verso la formula a trazione distribuita per i più moderni ICE 3.

### Basso carico rimorchiato
Attualmente invece, per i servizi vicinali, la formula del convoglio a trazione distribuita è vantaggiosa sia per il basso carico rimorchiato rispetto al numero di persone trasportate (si elimina il locomotore), sia soprattutto se la frequentazione del treno è bassa, cioè il convoglio è formato da un così ridotto numero di carrozze da non giustificare la presenza di un locomotore, la cui potenza eccederebbe le necessità di traino. Tipici in tal senso, sono appunto i convogli denominati Minuetto di Trenitalia.
La versatilità della formula rende poi facile accoppiare in comando multiplo più elettrotreni per far fronte a servizi ad alta frequentazione di passeggeri. Per i servizi urbani e interurbani (S-Bahn) le DB usano appunto composizioni bloccate a trazione distribuita di quattro elementi.

## Svantaggi

### Manutenzione motori più complessa
La manutenzione dei meccanismi di trazione, distribuiti lungo diverse carrozze, risulta più complessa rispetto alla manutenzione di una singola locomotiva.

### Macchinari distribuiti tra i passeggeri
Con la ripartizione lungo il treno della forza motrice, il rumore e i pericoli connessi alle varie apparecchiature vengono a maggiore contatto con i passeggeri, mettendo a rischio il comfort e la sicurezza degli stessi. Si rendono così necessari opportuni allestimenti di isolamento acustico dove sono disposti i carrelli motori e i relativi impianti di alimentazione/comando (e/o scelta di componenti a bassissimo rumore, facilmente più costosi o meno efficienti), nonché maggiore cura nel prevenire, rilevare e contenere eventuali usure o guasti che possano produrre fastidio, pericolo o danno ai passeggeri (odori sgradevoli, nocivi, fumi, fiamme, esplosioni).

### Bassa versatilità
I convogli a composizioni bloccate hanno lo svantaggio intrinseco della bassa versatilità. Se è vero che gli elementi di un elettrotreno possono comunque variare ed essere sostituiti, tale operazione di solito avviene solo in deposito. Inoltre, se l'elettrotreno è composto da un mix di elementi automotori e di rimorchiate, la variazione degli elementi è comunque soggetta alle prestazioni che si vogliono mantenere: per esempio non si possono mettere molti elementi rimorchiate e poche automotrici. I convogli classici invece possono variare il numero di carrozze in base ai servizi che effettuano. Inoltre le prestazioni del convoglio sono date dal locomotore che le traina, venendo incontro alle esigenze di servizio.
Altro problema si riscontra in caso di guasto: se un elemento parte del sistema di trazione si guasta, può essere necessario tenere fermo per riparazione l'intero convoglio (specialmente in caso di convoglio interamente articolato), mentre con soluzioni tradizionali può essere tenuto fermo solo il locomotore, lasciando le carrozze a disposizione per l'uso in altri convogli o con altro locomotore.

### Maggiori costi di potenziamento
In un elettrotreno si hanno tanti "piccoli locomotori" (in grado ciascuno di portare un ristretto numero di carrozze/passeggeri), col risultato di duplicazioni dei motori e degli elementi di comando (inverter, chopper o reostato), cosa che se da un lato porta a rendere più basso il costo di un convoglio di ridotte dimensioni (non si acquista inutile capacità di trazione, eccessiva rispetto al bisogno), dall'altro rendono eventuali successivi ampliamenti di capacità - aggiungere posti, allungare il convoglio - più costosi rispetto alla semplice aggiunta di carrozze tradizionali.

### Obsolescenza
In un convoglio tradizionale se necessario si può cambiare il locomotore con uno più prestante o più moderno, destinando il precedente a servizi meno impegnativi/prestigiosi (di solito vanno al traino dei treni merci). Un elettrotreno è invece un convoglio spesso molto interconnesso, in cui apportare dei miglioramenti di prestazioni - velocità/accelerazione/efficienza energetica - risulta più difficile, correndo il rischio che risulti obsoleto nella sua totalità anzitempo, prima che ciò affligga realmente la maggior parte dei suoi elementi.